# Knäpp gäst på nyårsfest
Knäpp gäst på nyårsfest utkom 1999 och är det nionde och sista seriealbumet i den tecknade serien om Bert Ljung, en litterär figur skapad av de svenska författarna Sören Olsson och Anders Jacobsson. Seriealbumet är dock skapat Johan Unenge och Måns Gahrton.

## Omslag
Bert och en tjej befinner sig på en stor nyårsraket, som Åke är på väg att avfyra från en balkong, och Lill-Erik står bredvid. Inuti vardagsrummet befinner sig flera olika av Berts kompisar, bland dem Klimpen, Torleif, Emilia och Nadja.

## Handling
Albumet är löst baserat på boken Berts bekännelser, men utspelar sig i ett universum där Bert varit förälskad i Emilia, men befinner sig i en skolmiljö som mer påminner om de första seriealbumen. Hans lärarinna Sonja Ek (här ej namngiven) medverkar i en av seriestripparna. Klimpen medverkar inte i seriestripparna, men syns på omslaget (inuti vardagsrummet).
Albumet inleds med att Bert och Emilia gjort slut, och Bert deppar. Plötsligt får han reda på att Åke umgåtts med Emilia, och det visar sig snart att de spelar monopol. Bert stöter snart på Nadja Nilsson igen, men hon har en ny kille. Mot slutet utspelar sig vissa av seriestripparna runt millennieskiftet 1999-2000, med jul och nyårsfirande. Albumet avslutas med att Bert i högstadiemiljö stöter på Gabriella, som i detta universum gått i samma skola som Bert hela tiden då Bert förälskar sig i henne.

## Övrigt
De sista sidorna innehåller tips av Anders och Sören inför en nyårsfest.

### Fotnoter
1. ↑  ”Knäpp gäst på nyårsfest” (på engelska). Worldcat. 13 mars 1999. https://www.worldcat.org/title/knapp-gast-pa-nyarsfest/oclc/186032752&referer=brief_results. Läst 30 mars 2015.